# Niccolò van Westerhout
(Nicola) Niccolò van Westerhout (Mola di Bari, 17 december 1857 - Napels, 21 augustus 1898) was een Italiaans componist en musicus.

## Levensloop
Van Westerhout is afkomstig uit een Vlaamse familie, die in de 18e eeuw naar Puglia, Italië, vertrok. Van zijn vader en de organist van de parochiekerk kreeg hij pianoles. Op 10-jarige leeftijd schreef hij kleine duetten en romances en op 13-jarige leeftijd schreef hij een werk over Julius Caesar van William Shakespeare en gaf daarmee een demonstratie van zijn groot muzikaal talent. Hij deed zijn studies aan het Conservatorio di San Pietro a Maiella in Napels onder andere bij Nicola De Giosa, Nicola D'Arienzo en Lauro Rossi.
In 1897 werd hij genomineerd als professor voor harmonie aan het Conservatorio di S. Pietro a Maiella in Napels.
In Mola di Bari is het theatergebouw naar hem genoemd: Teatro Comunale Niccolò van Westerhout.

## Composities

### Werken voor orkest
- 1895 Ronde d'amour, voor orkest
- Badinerie, voor orkest
- Ma belle qui danse, voor orkest
- Menuet et Musette, voor orkest
- Menuetto in G, voor strijkers
- Serenata in la maggiore, voor strijkers
- Sinfonia in do maggiore

### Muziektheater

#### Opera's
| Voltooid in | titel                                                   | aktes          | première                    | libretto          |
| ----------- | ------------------------------------------------------- | -------------- | --------------------------- | ----------------- |
| 1892        | Cimbelino                                               | 4 aktes        | 7 april 1892, Rome          | Enrico Golisciani |
| 1895        | Fortunio                                                | 3 aktes        | 16 mei 1895, Milaan         |                   |
| 1896        | Doña Flor                                               | 1 akte         | 18 april 1896, Mola di Bari | Arturo Colautti   |
| 1898        | Colomba                                                 | vier bedrijven | 27 maart 1923, Napels       |                   |
|             | Tilde                                                   |                | niet uitgevoerd             |                   |
|             | Una notte a Venezia (gereviseerde versie van Cimbelino) |                |                             |                   |
|             | Imogene                                                 |                |                             |                   |

### Vocale muziek
- Ovunque tu

### Kamermuziek
- Romanza appassionata, voor viool en piano
- Romanza Patetica, voor viool en piano

### Werken voor piano
- 1891-1893 Insonnii, 11 stukken voor piano
- 1895 Roride d'amour
- Bal d'enfants
- Enfantillage
- Momento capricciose
- Polacca
- Rimembranze Pugliesi
- Sonata in fa-maggiore